# Aeroportul Whakatane
Aeroportul Whakatane (IATA: WHK, ICAO: NZWK) este un aeroport din Whakatāne⁠(d), Whakatāne District⁠(d), Bay of Plenty Region⁠(d), Noua Zeelandă ce deservește zona Whakatāne⁠(d). A fost numit după zona deservită.
Situat la o altitudine de 6 m, aeroportul dispune de o singură pistă.

## Infrastructură

### Terminale
Aerogara are în componență 1 terminal, Whakatāne Airport Terminal⁠(d). 